# South Nahanni River
South Nahanni River je řeka, která protéká kanadskými Severozápadními teritorii a Yukonem. Pramení v západních svazích hory Mount Christie v Mackenziově pohoří ve výšce 1600 m n. m. Následně teče deset kilometrů na jih k hranici teritorií a posléze se stáčí na jihovýchod v oblasti zvané Moose Ponds. Následně protéká pohořím Selwyn Mountains, kde se její tok značně zvyšuje díky přítoku Little Nahanni River. U osady Nahanni Butte řeka vtéká do řeky Liard.